# Аґара
Аґара (груз. აგარა) — даба (містечко) у Карельському муніципалітеті, мхаре Шида-Картлі, Грузія.

## Географія
Аґара розташоване у межиріччі Мткварі та її притоки річки Пца, у передгір'ї Тріалетського хребета, за 6,5 км від адміністративного центру муніципалітету міста Карелі, за 21 км на схід від міста Ґорі, та за 90 км на північний захід від Тбілісі, на висоті 640 м. над рівнем моря.

## Клімат
У містечку Аґара теплий вологий континентальний клімат, з помірно холодною зимою та довгим теплим літом.
Середньорічна температура — 9,9 °C. Найтеплішим місяцем є липень, з середньою температурою 20.7 °C, найпрохолоднішим — січень, з середньою температурою -1.6 °C.
Середньорічна норма опадів — 697 мм. Найменше опадів випадає у січні — 42 мм, найбільше в травні, у середньому 81 мм.

## Історія
Містечко виникло у 1931 році, коли почалось будівництво цукрового заводу. Вже у 1934 році Аґара отримало статус селища міського типу.

## Демографія
Чисельність населення містечка Аґара, станом на 2014 рік, налічує 3, 364 особи, з яких 85,9% — грузини.

### Етнічний склад
Грузини становлять 85,9% населення даби, азербайджанці — 8,4%, осетини — 1,9%.

## Економіка
У Аґарі працює цукровий завод «Agara Sugar» (колишня назва: «Картулі Шакарі») — єдиний в Грузії завод з виробництва цукру.

## Транспорт
У містечка Аґара розташована однойменна залізнична станція Грузинської залізниці, на лінії Хашурі — Ґорі.